# Teghalimet
Teghalimet, également typographié Taghalimet, est une commune de la wilaya de Sidi Bel Abbès en Algérie.

## Toponymie
Le nom de la localité provient du berbère ⵜⴰⵖⴰⵍⵉⵎⵜ [Taγalimt] et il signifie le "la champ des roseaux".

## Géographie

### Situation
| Benachiba Chelia | Tenira     | Oued Sefioun |
| Mezaourou        | Teghalimet | Oued Sefioun |
| Mezaourou        | Telagh     | Merine       |

### Lieux-dits, hameaux, et quartiers[3]
- Teghalimet
- Aïn Chafia
- Roumelia

## Histoire
Cette localité portait le nom de Tirman en hommage à Louis Tirman avant 1962.